# Dichromodes ischnota
Dichromodes ischnota är en fjärilsart som beskrevs av Edward Meyrick 1890. Dichromodes ischnota ingår i släktet Dichromodes och familjen mätare. Inga underarter finns listade i Catalogue of Life.